# Automobile Pluton
Die Société Industrielle d’Automobile Pluton war ein französischer Hersteller von Automobilen.

## Unternehmensgeschichte
Das Unternehmen aus Levallois-Perret begann 1901 mit der Produktion von Automobilen. Der Markenname lautete Pluton. Im gleichen Jahr endete die Produktion bereits wieder.

## Fahrzeuge
Das einzige Modell war ein Kleinwagen. Für den Antrieb sorgte ein Einbaumotor von De Dion-Bouton mit 5 PS Leistung. Der Motor war vorne im Fahrzeug montiert und trieb über eine Kette die Hinterachse an. Es gab die Karosserieformen Spider mit drei Sitzen und Tonneau mit Platz für vier Personen.